# Драфт НБА 2024 года
Драфт НБА 2024 года прошёл 26 и 27 июня 2024 года в спортивном комплексе «Барклайс-центр» в Бруклинe, Нью-Йорк. Это был первый драфт НБА, который проводился в течение нескольких ночей с тех пор, как драфт был сокращен до двух раундов.
Первый раунд драфта состоялся 26 июня 2024 года в «Барклайс-центр» в Бруклине, а второй раунд состоялся 27 июня в «ESPN's Seaport District Studios» в Манхэттене. Время между выборами во втором раунде увеличилось с двух минут до четырёх. Третий год подряд драфт состоял из 58 выборов вместо обычных 60, на этот раз из-за потери выбора во втором раунде как для «Филадельфия Севенти Сиксерс», так и для «Финикс Санз» из-за несанкционированных контактов со свободными агентами.
Первый общий выбор принадлежал «Атланта Хокс», которые использовали его для выбора французского форварда Заккари Ризаше, что сделало его вторым подряд французским игроком, выбранным под первым номером, после того как «Сан-Антонио Спёрс» выбрали Виктора Вембаньяму в предыдущем году. Франция стала второй страной (после США), три игрока которой были выбраны в первых 10 выборах любого драфта НБА — благодаря выборам Ризаше, Алекса Сарра (выбранного «Вашингтон Уизардс» вторым выбором) и Тиджана Салона (выбранного Шарлотт Хорнетс шестым выбором), а также второй страной (после США), в которой два игрока были выбраны под первым и вторым общим выбором.
Бронни Джеймс, сын Леброна Джеймса, был выбран под общим 55-м номером во 2-м раунде, став первым дуэтом отца и сына, сыгравшим вместе в истории НБА.

## Драфт
| РЗ | Разыгрывающий защитник | АЗ | Атакующий защитник | ЛФ | Лёгкий форвард | ТФ | Тяжёлый форвард | Ц | Центровой |

| Раунд | Пик             | Игрок              | Позиция         | Страна              | Клуб | Колледж/Школа/команда                                                                                   |
| ----- | --------------- | ------------------ | --------------- | ------------------- | --- | --- |
| 1     | 1               | Заккари Ризаше     | ЛФ              | Франция             | Атланта Хокс | Бурк (Франция)                                                                                          |
| 1     | 2               | Алекс Сарр         | Ц               | Франция             | Вашингтон Уизардс                                                                                                 | Перт Уайлдкэтс (Австралия)                                                                              |
| 1     | 3               | Рид Шеппард        | АЗ              | США                 | Хьюстон Рокетс (от Бруклина)                                                                                      | Кентукки (1-й курс)                                                                                     |
| 1     | 4               | Стефон Касл        | РЗ              | США                 | Сан-Антонио Спёрс                                                                                                 | Коннектикут (1-й курс)                                                                                  |
| 1     | 5               | Рон Холланд        | ЛФ              | США                 | Детройт Пистонс                                                                                                   | G League Ignite (Джи-Лига)                                                                              |
| 1     | 6               | Тиджан Салон       | ЛФ              | Франция             | Шарлотт Хорнетс                                                                                                   | Шоле (Франция)                                                                                          |
| 1     | 7               | Донован Клинган    | Ц               | США                 | Портленд Трэйл Блэйзерс                                                                                           | Коннектикут (2-й курс)                                                                                  |
| 1     | 8               | Роб Диллингхем     | РЗ/АЗ           | США                 | Сан-Антонио Спёрс (от Торонто, обменян в Миннесоту)                                                               | Кентукки (1-й курс)                                                                                     |
| 1     | 9               | Зак Иди            | Ц               | Канада              | Мемфис Гриззлис                                                                                                   | Пердью (4-й курс)                                                                                       |
| 1     | 10              | Коди Уильямс       | АЗ/ЛФ           | США                 | Юта Джаз | Колорадо (1-й курс)                                                                                     |
| 1     | 11              | Матас Бузелис      | ЛФ/ТФ           | Литва               | Чикаго Буллз | G League Ignite (Джи-Лига)                                                                              |
| 1     | 12              | Никола Топич       | РЗ              | Сербия              | Оклахома-Сити Тандер (от Хьюстона)                                                                                | Црвена звезда (Сербия)                                                                                  |
| 1     | 13              | Девин Картер       | АЗ              | США                 | Сакраменто Кингз                                                                                                  | Провиденс (3-й курс)                                                                                    |
| 1     | 14              | Карлтон Каррингтон | АЗ              | США                 | Портленд Трэйл Блэйзерс(от Голден Стэйт через Мемфис и Бостон, обменян в Вашингтон)                               | Питтсбург (1-й курс)                                                                                    |
| 1     | 15              | Келел Уэйр         | Ц               | США                 | Майами Хит | Индиана (2-й курс)                                                                                      |
| 1     | 16              | Джаред Маккейн     | АЗ              | США                 | Филадельфия Севенти Сиксерс                                                                                       | Дьюк (1-й курс)                                                                                         |
| 1     | 17              | Далтон Кнехт       | ЛФ              | США                 | Лос-Анджелес Лейкерс                                                                                              | Теннесси (2-й курс)                                                                                     |
| 1     | 18              | Тристан да Силва   | ТФ              | Германия · Бразилия | Орландо Мэджик | Колорадо (2-й курс)                                                                                     |
| 1     | 19              | Джакоби Уолтер     | АЗ              | США                 | Торонто Рэпторс (от Индианы)                                                                                      | Бэйлор (1-й курс)                                                                                       |
| 1     | 20              | Джейлон Тайсон     | ЛФ              | США                 | Кливленд Кавальерс                                                                                                | Калифорния (3-й курс)                                                                                   |
| 1     | 21              | Ив Мисси           | Ц               | Камерун             | Нью-Орлеан Пеликанс (от Милуоки)                                                                                  | Бэйлор (1-й курс)                                                                                       |
| 1     | 22              | Дарон Холмс        | ТФ              | США                 | Финикс Санс (обменян в Денвер Наггетс)                                                                            | Дейтон (3-й курс)                                                                                       |
| 1     | 23              | Эй Джей Джонсон    | АЗ              | США                 | Милуоки Бакс (от Нью-Орлеана)                                                                                     | Иллаварра Хокс (Австралия)                                                                              |
| 1     | 24              | Кишон Джордж       | АЗ              | Швейцария           | Нью-Йорк Никс (от Далласа, права с драфта обменяны в Вашингтон)                                                   | Майами (1-й курс)                                                                                       |
| 1     | 25              | Паком Дадье        | ЛФ              | Франция             | Нью-Йорк Никс | Ратиофарм (Германия)                                                                                    |
| 1     | 26              | Диллон Джонс       | ЛФ              | США                 | Вашингтон Уизардс (от Лос-Анджелес Клипперс через Оклахома-Сити и Даллас, обменян в Оклахома-Сити через Нью-Йорк) | Вебер Стэйт (4-й курс)                                                                                  |
| 1     | 27              | Терренс Шэннон     | АЗ              | США                 | Миннесота Тимбервулвз                                                                                             | Иллинойс (4-й курс)                                                                                     |
| 1     | 28              | Райан Данн         | ЛФ              | США                 | Денвер Наггетс (обменян в Феникс)                                                                                 | Виргиния (2-й курс)                                                                                     |
| 1     | 29              | Айзейя Коллиер     | РЗ              | США                 | Юта Джаз (от Оклахома-Сити через Индиану и Торонто)                                                               | УСК (1-й курс)                                                                                          |
| 1     | 30              | Бэйлор Шайерман    | АЗ/ЛФ           | США                 | Бостон Селтикс | Крейтон (4-й курс)                                                                                      |
| 2     | 31              | Джонатан Мобо      | ТФ              | США                 | Торонто Рэпторс (через Детройт, Клипперс и Нью-Йорк)                                                              | Сан-Франциско (3-й курс)                                                                                |
| 2     | 32              | Кайл Филиповски    | ТФ/Ц            | США                 | Юта Джаз (от Вашингтона через Бруклин и Детройт)                                                                  | Дьюк (2-й курс)                                                                                         |
| 2     | 33              | Тайлер Смит        | ЛФ/ТФ           | США                 | Милуоки Бакс (от Портленда через Сакраменто)                                                                      | G League Ignite (Джи-Лига)                                                                              |
| 2     | 34              | Тайлер Колек       | РЗ              | США                 | Портленд Трэйл Блэйзерс (от Шарлотт через Нью-Орлеан, Оклахома-Сити и Денвер обменян в Нью-Йорк)                  | Маркетт (4-й курс)                                                                                      |
| 2     | 35              | Джонни Фурпи       | АЗ/ЛФ           | Австралия           | Сан-Антонио Спёрс (обменян в Индиану)                                                                             | Канзас (1-й курс)                                                                                       |
| 2     | 36              | Хуан Нуньес        | АЗ              | Испания             | Индиана Пейсерс (от Торонто через Мемфис, Клипперс и Филадельфию, обменян в Сан-Антонио)                          | Ратиофарм (Германия)                                                                                    |
| 2     | 37              | Боби Клинтман      | ЛФ/ТФ           | Швеция              | Миннесота Тимбервулвз (от Мемфиса через Оклахома-Сити, Вашингтон и Лейкерс, обменян в Детройт)                    | Кэрнс Тайпанс (Австралия)                                                                               |
| 2     | 38              | Аджай Митчелл      | РЗ/АЗ           | Бельгия             | Нью-Йорк Никс (от Юты, обменян в Оклахома-Сити)                                                                   | УК Санта-Барбара (3-й курс)                                                                             |
| 2     | 39              | Джейлен Уэллс      | ЛФ              | США                 | Мемфис Гриззлис (от Бруклина через Хьюстон)                                                                       | Вашингтон Стэйт (3-й курс)                                                                              |
| 2     | 40              | Осо Игударо        | ТФ/Ц            | США                 | Портленд Трэйл Блэйзерс (от Атланты, обменян в Филадельфию через Нью-Йорк)                                        | Маркетт (4-й курс)                                                                                      |
| 2     | 41              | Адем Бона          | ТФ/Ц            | Турция              | Филадельфия Севенти Сиксерс (от Чикаго через Нью-Орлеан, Сан-Антонио и Бостон)                                    | УКЛА (2-й курс)                                                                                         |
| 2     | 42              | Кей Джей Симпсон   | РЗ              | США                 | Шарлотт Хорнетс (от Хьюстона через Оклахома-Сити)                                                                 | Колорадо (3-й курс)                                                                                     |
| 2     | 43              | Никола Джуришич    | АЗ              | Сербия              | Майами Хит (обменян в Атланту)                                                                                    | Мега (Сербия)                                                                                           |
| 2     | 44              | Пелле Ларссон      | АЗ/ЛФ           | Швеция              | Хьюстон Рокетс (от Голден Стейт через Атланту, обменян в Майами)                                                  | Аризона (4-й курс)                                                                                      |
| 2     | 45              | Джамал Шид         | РЗ              | США                 | Сакраменто Кингз (обменян в Toronto)                                                                              | Хьюстон (4-й курс)                                                                                      |
| 2     | 46              | Сэм Кристи         | АЗ              | США                 | Лос-Анджелес Клипперс (от Индианы через Милуоки и Мемфис)                                                         | Миннесота (1-й курс)                                                                                    |
| 2     | 47              | Антонио Ривз       | АЗ/ЛФ           | США                 | Орландо Мэджик (обменян в Нью-Орлеан)                                                                             | Кентукки (4-й курс)                                                                                     |
| 2     | 48              | Харрисон Ингрэм    | ЛФ/ТФ           | США                 | Сан-Антонио Спёрс (от Лейкерс через Мемфис)                                                                       | Северная Каролина (3-й курс)                                                                            |
| 2     | Аннулирован пик | Аннулирован пик    | Аннулирован пик | Аннулирован пик     | Филадельфия Севенти Сиксерс (Аннулирован пик второго раунда из-за нарушений правил tampering)                     | Филадельфия Севенти Сиксерс (Аннулирован пик второго раунда из-за нарушений правил tampering)           |
| 2     | 49              | Тристен Ньютон     | РЗ/АЗ           | США                 | Индиана Пейсерс (от Кливленда)                                                                                    | Коннектикут (4-й курс)                                                                                  |
| 2     | 50              | Энрике Фримен      | ЛФ/ТФ           | США · Пуэрто-Рико   | Индиана Пейсерс (от Нью-Орлеана)                                                                                  | Акрон Зипс (4-й курс)                                                                                   |
| 2     | 51              | Мелвин Аженса      | ЛФ              | Франция             | Нью-Йорк Никс (от Феникса через Вашингтон, обменян в Даллас)                                                      | Сен-Кантен (Франция)                                                                                    |
| 2     | 52              | Квинтен Пост       | Ц               | Нидерланды          | Голден Стэйт Уорриорз (от Милуоки через Индиану, обменян обратно в Голден Стэйт через Портленд)                   | Бостон (4-й курс)                                                                                       |
| 2     | 53              | Кэм Спенсер        | АЗ              | США                 | Детройт Пистонс (от Нью-Йорка через Шарлотт и Филадельфию, обменян в Мемфис через Миннесоту)                      | Коннектикут (4-й курс)                                                                                  |
| 2     | 54              | Энтон Уотсон       | ТФ              | США                 | Бостон Селтикс (от Далласа через Сакарменто)                                                                      | Гонзага (4-й курс)                                                                                      |
| 2     | 55              | Бронни Джеймс      | АЗ              | США                 | Лос-Анджелес Лейкерс (от Клипперс)                                                                                | УСК (1-й курс)                                                                                          |
| 2     | 56              | Кевин Маккулар     | АЗ              | США                 | Денвер Наггетс (от Миннесоты через Оклахома-Сити, обменян в Нью-Йорк через Финикс)                                | Канзас (4-й курс)                                                                                       |
| 2     | 57              | Ульрих Чомче       | ТФ/Ц            | Камерун             | Мемфис Гриззлис (от Оклахома-Сити через Атланту и Хьюстон, обменян в Торонто через Миннесоту)                     | АРП (Руанда)                                                                                            |
| 2     | Аннулирован пик | Аннулирован пик    | Аннулирован пик | Аннулирован пик     | Финикс Санс (от Денвера через Орландо; Аннулирован пик второго раунда из-за нарушений правил tampering)           | Финикс Санс (от Денвера через Орландо; Аннулирован пик второго раунда из-за нарушений правил tampering) |
| 2     | 58              | Ариэль Хукпорти    | Ц               | Германия            | Даллас Маверикс (от Бостона через Шарлотт, обменян в Нью-Йорк)                                                    | Ризен Людвигсбург (Германия)                                                                            |

1. ↑  Указывается сборная, за которую выступает игрок или его национальность. Если игрок не выступал на международном уровне, то указывается сборная, которую игрок имеет право представлять в соответствии с правилами ФИБА.

## Сделки с участием драфт пиков

### Сделки перед драфтом
1. 1 2  16 января 2021: от Бруклин Нетс к Хьюстон Рокетс (четырёхсторонний обмен с участием Кливленд Кавальерс и Индиана Пейсерс)[9][10][11]
  - Хьюстон приобрёл Виктора Оладипо, Данте Экзама, Родиона Куруца, драфт-пики 2022, 2024 и 2026 годов, опцию обмена драфт-пиками первого раунда 2021, 2023, 2025 и 2027 годов, и драфт-пик первого раунда «Милуоки Бакс»
  - Бруклин приобрёл Джеймса Хардена
  - Кливленд приобрёл Джарретта Аллен и Торина Принса
  - Индиана приобрела Кариса Леверта и 2 будущих драфт-пика второго раунда
2. ↑  9 февраля 2023: от Торонто Рэпторс к Сан-Антонио Спёрс[12]
  - Сан-Антонио приобрёл Кема Берча, драфт-пик первого раунда 2024 года, и драфт-пики второго раунда 2023 и 2025 годов
  - Торонто приобрёл Якоб Пёльтль
3. ↑  16 июля 2019: от Хьюстон Рокетс к Оклахома-Сити Тандер[15][16]
  - Оклахома-Сити приобрела Криса Пола, драфт-пики в первом раунде драфтов 2024 и 2026 годов, и право обмена драфт-пиками в первом раунде драфтов 2021 и 2025 годов
  - Хьюстон приобрёл Расселла Уэстбрука
4. ↑  7 июля 2019: от Голден Стэйт Уорриорз к Мемфис Гризлис[17]
  - Мемфис приобрёл Андре Игудалу, драфт-пик первого раунда 2024 года, и денежное вознаграждение
  - Голден Стэйт приобрёл Джулиана Уошбёрна[англ.]

23 июня 2023: от Мемфис Гризлис к Бостон Селтикс (трёхсторонний обмен с участием Вашингтон Уизардс)[18]
  - Бостон приобрёл Кристапса Порзингиса, драфт-пик в первом раунде драфта 2023 года, и драфт-пик первого раунда 2024 года «Голден Стэйт Уорриорз»
  - Мемфис приобрёл Маркуса Смарта
  - Вашингтон приобрёл Тайса Джонса, Данило Галлинари, Майка Мускалу, и драфт-пик второго раунда 2023 года «Бостон Селтикс»

1 октября 2023: от Бостон Селтикс к Портленд Трэйл Блэйзерс[19]
  - Портленд приобрёл Роберта Уильямса, Малкольма Брогдона, драфт-пик первого раунда 2024 года «Голден Стэйт Уорриорз» и драфт-пик первого раунда 2029 года
  - Бостон приобрёл Джру Холидея
5. ↑  Нью-Орлеан воспользовался своим правом отложить передачу этого выбора до 2025 года.[21]
6. 1 2 3  17 января 2024: от Индиана Пейсерс к Торонто Рэпторс (трёхсторонний обмен с участием Нью-Орлеана)[22]
  - Торонто приобрёл Брюса Брауна, Джордана Нвора, Кайра Льюиса, драфт-пик первого раунда 2024 года «Индиана Пейсерс», самый высокий выбор во 1 раунде драфта 2024 года между «Юта Джаз», «Лос-Анджелес Клипперс», «Хьюстон Рокетс» и «Оклахома-Сити Тандер», и защищенный драфт-пик первого раунда 2026 года
  - Индиана приобрела Паскаля Сиакама и драфт-пик второго раунда 2024 года «Нью-Орлеан Пеликанс»
  - Нью-Орлеан приобрёл денежное вознаграждение
7. 1 2 3  24 ноября 2020: от Милуоки Бакс к Нью-Орлеан Пеликанс (четырёхсторонний обмен с участием Оклахома-Сити Тандер и Денвер Наггетс)[23]
  - Нью-Орлеан приобрёл Стивена Адамса, Эрика Бледсо, драфт-пики в первом раунде драфтов 2025 и 2027 годов, и право обмена драфт-пиками в первом раунде драфтов 2024 и 2026 годов c «Милуоки»
  - Милуоки приобрёл Джру Холидея и права с драфта на Сэма Меррилла
  - Денвер приобрёл права с драфта на Ар Джей Хэмптона
  - Оклахома-Сити приобрела Джорджа Хилла, Зилана Читхэма[англ.], Джоша Грея[англ.], Дариуса Миллера и Кенрика Уильямса, будущий драфт-пик первого раунда от Денвера, и драфт-пики второго раунда от Нью-Орлеана (2023 от Вашингтона и 2024 от Шарлотты)
8. ↑  31 января 2019: От Даллас Маверикс к Нью-Йорк Никс[26]
  - Нью-Йорк приобрёл Деандре Джордана, Денниса Смита, Уэсли Мэттьюза, и два будущих драфт-пика первого раунда
  - Даллас приобрёл Кристапса Порзингиса, Тима Хардуэя, Трея Берка и Кортни Ли
9. ↑  19 июля 2019: От Лос-Анджелес Клипперс к Оклахома-Сити Тандер[28]
  - Оклахома-Сити приобрела Шея Гилджес-Александера, Данило Галлинари, драфт-пики первого раунда 2022, 2023, 2024 и 2026 годов, драфт-пик первого раунда 2021 года «Майами Хит», право обмена драфт-пиками в первом раунде драфтов 2023 и 2025 годов
  - Клипперс приобрёл Пола Джорджа

8 февраля 2024: От Оклахома-Сити Тандер к Даллас Маверикс[29]
  - Даллас приобрёл драфт-пик первого раунда 2024 года
  - Оклахома-Сити приобрела право обмена драфт-пиками в первом раунде драфта 2028 года

8 февраля 2024: от Даллас Маверикс к Вашингтон Уизардс[30]
  - Вашингтон приобрёл Ришона Холмса и драфт-пик первого раунда 2024 года
  - Даллас приобрёл Дэниэла Гэффорда
10. 1 2  23 июня 2023: От Оклахома-Сити Тандер к Индиана Пейсерс (четырёхсторонний обмен с участием Денвер Наггетс и Лос-Анджелес Лейкерс)[32][33][34]
  - Индиана приобрела права с драфта на Можаве Кинга[англ.], наименее благоприятный из четырех драфт-пиков Оклахома-Сити в первом раунде драфта 2024 года и денежное вознаграждение
  - Оклахома-Сити приобрела драфт-пика первого раунда 2029 года
  - Денвер приобрёл права с драфта на Джулиана Строутера, права с драфта на Джейлена Пикетта[англ.], права с драфта на Хантера Тайсона[англ.], и драфт-пик второго раунда 2024 года
  - Лос-Анджелес Лейкерс приобрёл права с драфта на Максвелла Льюиса
11. ↑  9 февраля 2024: от Торонто Рэпторс к Юта Джаз[35]
  - Юта приобрела Кайра Льюиса, Отто Портера, а наименее благоприятный из драфт-пиков Юты, Клипперс, Хьюстона и Оклахома-Сити в первом раунде 2024 года
  - Торонто приобрёл Келли Олиник и Очаи Агбаджи
12. ↑  19 ноября 2020: От Детройт Пистонс к Лос-Анджелес Клипперс (трёхсторонний обмен с участием Бруклин Нетс)[36]
  - Клипперс приобрёл права с драфта на Джея Скрабба[англ.], Люка Кеннарда, Джастина Паттона, драфт-пики второго рануда 2023 (Портленд), 2024 (Детройт), 2025 и 2026 годов
  - Детройт приобрёл права с драфта на Саддик Бея, Джанана Мусы, права с драфта на Джейлен Хэндс[англ.], Родни Макгрудер, драфт-пик второго раунда 2021 (Торонто) и денежное вознаграждение
  - Бруклин приобрёл Лэндри Шэмета, Брюса Брауна и права с драфта на Реджи Перри

29 июля 2021: от Лос-Анджелес Клипперс к Нью-Йорк Никс[37]
  - Нью-Йорк приобрёл права с драфта на Квентина Граймса и будующий драфт-пик второго раунда
  - Клипперс приобрёл права с драфта на Кеона Джонсона

30 декабря 2023: от Нью-Йорк Никс к Торонто Рэпторс[38]
  - Торонтон приобрёл Иммануэла Куикли, Ар Джей Барреттf, и драфт-пик второго раунда 2024 года
  - Нью-Йорк приобрёл Оу Джи Ануноби, Прешеса Ачиува и Малакая Флинна
13. 1 2  6 августа 2021: от Вашингтон Уизардс к Бруклин Нетс (пятисторонний обмен с участием Лос-Анджелес Лейкерс, Сан-Антонио Спёрс и Индиана Пейсерс)[39]
  - Бруклин приобрёл права с драфта на Николу Милутинова, драфт-пик второго раунда 2024 года и право обмена драфт-пиками во втором раунде драфта 2025 года с Вашингтоном
  - Лейкерс приобрёл Расселла Уэстбрука и драфт-пики второго ранда 2023, 2024 и 2028 годов
  - Индиана приобрела права с драфта на Айзея Джексона
  - Вашингтон приобрёл Спенсер Динвидди, Аарона Холидея[англ.], Кентавиуса Колдуэлл-Поупа, Кайла Кузму, Монтреза Харрелла, права с драфта на Айзею Тодда и денежное вознаграждение от Индиана Пейсерс
  - Сан-Антонио приобрёл драфт-пик второго раунда 2022 года и Чендлера Хатчисона
14. ↑  3 сентября 2021: от Бруклин Нетс к Детройт Пистонс[40]
  - Детройт приобрёл Деандре Джордана, драфт-пики второго раунда 2022, 2024 (Вашингтон), 2025 (Голден Стэйт) и 2027 годов и денежное вознаграждение
  - Бруклин приобрёл Секу Думбую и Джалила Окафора

8 февраля 2024: от Детройт Пистонс к Юта Джаз[41]
  - Юта приобрела Кевин Нокс, права на Габриеле Прочиду[англ.], и драфт-пик второго раунда 2024 года
  - Детройт приобрёл Симоне Фонтекио[англ.]
15. ↑  20 января 2020: от Портленд Трейл Блейзерс к Сакраменто Кингз[42]
  - Сакраменто приобрёл Кента Бэйзмора, Энтони Толливера, драфт-пики второго раунда 2024 и 2025 годов
  - Портленд приобрёл Тревора Аризу, Веньена Габриэля[англ.] и Калеба Суонигана

10 февраля 2022: от Сакраменто Кингз к Милуоки Бакс (четырёхсторонний обмен с участием Лос-Анджелес Клипперс и Детройт Пистонс[43]
  - Милуоки приобрёл Сержа Ибаку, драфт-пики второго раунда 2023 и 2024 годов, и денежное вознаграждение
  - Сакраменто приобрёл Донте Дивинченцо, Джоша Джексона, Трея Лайлза, права с драфта на Давид Мишино[англ.]
  - Клипперс приобрёл Родни Худа, Шеми Оджелея, права с драфта на Ваню Маринковича[англ.]
  - Детройт приобрёл Марвина Багли
16. ↑  18 ноября 2020: от Шарлотт Хорнетс к Нью-Орлеан Пеликанс[44]
  - Нью-Орлеан приобрёл драфт-пик второго раунда 2024 года
  - Шарлотт приобрёл права с драфта на Ника Ричардса
17. ↑  23 июня 2022: от Оклахома-Сити Тандер к Денвер Наггетс[45]
  - Денвер приобрёл права с драфта на Пейтона Уотсона и два будущих драфт-пика второго раунда
  - Оклахома-Сити приобрела Джамайкла Грина и защищенный драфт-пик первого раунда 2027 года
18. ↑  23 июня 2022: от Денвер Наггетс к Портленд Трейл Блейзерс[46]
  - Портленд приобрёл пик второго раунда 2024 года
  - Денвер приобрёл права с драфта на Исмаэля Камагате[англ.]
19. ↑  18 ноября 2020: от Торонто Рэпторс к Мемфис Гриззлис[50]
  - Мемфис приобрёл Йонаса Валанчюнаса, Делона Райта, Си Джея Майлза, и драфт-пик второго раунда 2024 года
  - Торонто приобрёл Марка Газоля
20. 1 2  9 февраля 2023: от Мемфис Гриззлис к Лос-Анджелес Клипперс (трёхсторонний обмен с участием Хьюстон Рокетс)[51]
  - Клипперс приобрёл Эрика Гордона и три драфт-пика второго раунда
  - Мемфис приобрёл Люка Кеннарда
  - Хьюстон приобрёл Джона Уолла, Дэнни Грина, и право обмена драфт-пиками первого раунда (Милуоки и Клипперс)
21. ↑  1 ноября 2023: от Лос-Анджелес Клипперс к Филадельфия Севенти Сиксерс (трёхсторонний обмен с участием Оклахома-Сити Тандер)[52]
  - Филадельфия приобрела Николя Батюма, Роберта Ковингтона, Кеньона Мартина младшего, Маркуса Морриса, драфт-пики первого раунда 2026 и 2028 года, право обмена драфт-пиками второго раунда 2024 и 2029 годов (Клипперс), и денежное вознаграждение
  - Клипперс приобрёл Джеймса Хардена, Филипа Петрушева[англ.] и Пи Джей Такера
  - Оклахома-Сити приобрела право обмена драфт-пиками первого раунда с Лос-Анджелесом

8 февраля 2024: от Филадельфия Севенти Сиксерс к Индиана Пейсерс (трёхсторонний обмен с участием Сан-Антонио Спёрс)[53]
  - Индиана приобрела Дуга Макдермотта, Фуркана Коркмаза, драфт-пики второго раунда 2024 и 2029 годов, и денежное вознаграждение
  - Филадельфия приобрела Бадди Хилда
  - Сан-Атонио приобрёл Маркуса Морриса, драфт-пик второго раунда 2029 года и денежное вознаграждение
22. ↑  6 июля 2019: от Мемфис Гриззлис к Оклахома-Сити Тандер[54][55]
  - Оклахома-Сити приобрела права с драфта на Дариус Бэйзли и драфт-пик второго раунда 2024 года
  - Мемфис приобрёл права с драфта на Брэндона Кларка

19 ноября 2020: от Оклахома-Сити Тандер к Вашингтон Уизардс[56]
  - Вашингтон приобрёл права с драфта на Кассиуса Уинстона[англ.] и драфт-пик второго раунда 2024 года
  - Оклахома-Сити приобрела Адмирал Скофилд и права с драфта на Вита Крейчи
23. ↑  6 июля 2019: от Лос-Анджелес Лейкерс к Миннесота Тимбервулвз (трёхсторонний обмен с участием Юта Джаз)[57]
  - Миннесота приобрела Майка Конли младшего, Никейла Александер-Уокера, драфт-пики второго раунда 2025 и 2026 годов (Юта), драфт-пик второго раунда 2024 года (Лейкерс)
  - Лейкерс приобрёл Джарреда Вандербилта, Малика Бизли и Д’Анджело Расселл
  - Юта приобрела Расселла Уэстбрука, Хуана Тоскано-Андерсона[англ.], Дэмиана Джонса, и драфт-пик первого раунда 2027 года (Лейкерс)
24. ↑  23 ноября 2020: от Юта Джаз к Нью-Йорк Никс[59]
  - Нью-Йорк приобрела Эд Дэвис и два будущих драфт-пика второго раунда
  - Юта получила денежное вознаграждение
25. ↑  6 октября 2021: от Бруклин Нетс к Хьюстон Рокетс[61]
  - Хьюстон приобрёл Секу Думбую и драфт-пик второго раунда 2024 года
  - Бруклин приобрёл денежное вознаграждение
26. 1 2  1 февраля 2024: от Хьюстон Рокетс к Мемфис Гриззлис[62]
  - Мемфис приобрёл Виктора Оладипо и три будущих дрфат-пика второго раунда
  - Хьюстон приобрёл Стивена Адамса
27. ↑  9 февраля 2023: от Атланта Хокс к Портленд Трэйл Блэйзерс (четырёхсторонний обмен с участием Голден Стэйт Уорриорз и Детройт Пистонс[63][64]
  - Портленд приобрёл Кевина Нокса, и драфт-пики второго раунда 2023, 2024, 2025, 2026 и 2028 годов
  - Атланта приобрела Саддик Бея
  - Голден Стэйт приобрёл Гэри Пэйтона младшего и драфт-пики второго раунда 2026 и 2028 годов
  - Детройт приобрёл Джеймса Уайзмена
28. ↑  8 августа 2021: от Чикаго Буллз к Нью-Орлеан Пеликанс[66]
  - Нью-Орлеан приобрёл Томаша Саторанского, Гарретта Темпла, драфт-пик второго раунда 2024 года, и денежное вознаграждение
  - Чикаго приобрёл Лонзо Болл

9 февраля 2023: от Нью-Орлеан Пеликанс к Сан-Антонио Спёрс[67]
  - Сан-Антонио приобрёл Девонте Грэм и четыре будущих драфт-пиков второго раунда
  - Нью-Орлеан приобрёл Джоша Ричардсона

12 июля 2023: от Сан-Антонио Спёрс к Бостон Селтикс (трёхсторонний обмен с участием Даллас Маверикс)[68]
  - Бостон приобрёл драфт-пики второго раунда 2024 и 2030 годов и право обмена драфт-пиками второго раунда 2025 года с Далласом
  - Сан-Антонио приобрёл Реджи Буллока и право обмена драфт-пиками первого раунда 2030 года с Далласом
  - Даллас приобрёл Грант Уильямс и драфт-пики второго раунда 2025 и 2028 годов

8 февраля 2024: от Бостон Селтикс к Филадельфия Севенти Сиксерс[69]
  - Филадельфия приобрела драфт-пик второго раунда 2024 года
  - Бостон приобрёл Джейден Спрингер
29. ↑  12 июля 2023: от Хьюстон Рокетс к Оклахома-Сити Тандер (пятисторонний обмен с участием Атланта Хокс, Лос-Анджелес Клипперс и Мемфис Гриззлис)[70]
  - Оклахома-Сити приобрела Патти Миллсf и драфт-пики второго раунда 2024, 2029 и 2030 годов
  - Хюстон приобрёл Диллона Брукса, права с драфта на Альфа Кабу[англ.] и два будущих драфт-пика второго раунда
  - Атланта приобрела Усмана Гарубу, Тай Тай Вашингтона, два бущих драфт-пика второго раунда и денежное вознаграждение
  - Клипперс приобрёл Кеньона Мартина младшего
  - Мемфис приобрёл Джоша Кристофера

9 февраля 2023: от Оклахома-Сити Тандер к Шарлотт Хорнетс[71]
  - Шарлотт приобрёл Дависа Бертанса, Тре Мэнна, Василие Мицича, и драфт-пики второго раунда 2024 и 2025 годов
  - Оклахома-Сити приобрела Гордона Хэйуорда
30. ↑  20 июня 2019: от Голден Стэйт Уорриорз к Атланта Хокс[73]
  - Атланта приобрела драфт-пик второго раунда 2024 года и денежное вознаграждение
  - Голден Стэйт приобрёл драфт-пик второго раунда 2019 года

5 февраля 2020: от Атланта Хокс к Хьюстон Рокетс (четырёхсторонний обмен с участием Денвер Наггетс и Миннесота Тимбервулвз)[74]
  - Хьюстон приобрёл Роберта Ковингтона, Джордана Белла, и драфт-пик второго раунда (Голден Стэйт)
  - Атланта приобрела Клинта Капелу и Нене
  - Денвер приобрёл Кейту Бэйтс-Диопа[англ.], Шабазза Напьера, Ноа Вонле, Джеральд Грин, и драфт-пик первого раунда 2020 года
  - Миннесота приобрела Малика Бизли, Хуана Эрнангомеса, Джарреда Вандербилта, Эвана Тёрнера, и защищённый драфт-пик первого раунда 2020 года (Аталнта)
31. ↑  29 июля 2021: от Индиана Пейсерс к Милуоки Бакс[76]
  - Милуоки приобрёл права с драфта на Сандро Мамукелашвили и Георгиоса Калаицакиса[англ.], и два будущих драфт-пика второго раунда
  - Индиана приобрела права с драфта на Айзея Тодда

7 августа 2021: от Милуоки Бакс к Мемфис Гриззлис[77]
  - Мемфис приобрёл Сэма Меррилла и два будущих драфт-пика второго раунда
  - Милуоки приобрёл Грейсона Аллена
32. ↑  11 сентября 2021: от Лос-Анджелес Лейкерс к Мемфис Гриззлис[80]
  - Мемфис приобрёл Марка Газоля, драфт-пик второго раунда 2024 года, и денежное вознаграждение
  - Лейкерс права с драфта на Ван Чжэлиня

23 июня 2022: от Мемфис Гриззлис к Сан-Антонио Спёрс[81]
  - Сан-Антонио приобрёл драфт-пик второго раунда 2024 года
  - Мемфис приобрёл права с драфта на Кеннеди Чендлера[англ.]
33. ↑  23 июня 2023: от Финикс Санс к Вашингтон Уизардс (трёхсторонний обмен с участием Индиана Пейсерс)[82]
  - Вашингтон приобрёл Криса Пола, Лэндри Шэмета, права с драфта на Билаля Кулибали, драфт-пики второго раунда 2024, 2025, 2026, 2027, 2028 и 2030 годов, право обмена драфт-пиков первого раунда 2024, 2026, 2028 и 2030 годов (Финикс), и денежное вознаграждение
  - Финикс приобрёл Брэдли Била, Джордана Гудвина и Айзея Тодда
  - Индиана приобрела права с драфта на Джараса Уокера и два будущих драфт-пика второго раунда
34. ↑  9 февраля 2023: от Милуоки Бакс к Индиана Пейсерс (четырёхсторонний обмен с участием Бруклин Нетс и Финикс Санс)[85]
  - Индиана приобрела Джорджа Хилла, Сержа Ибаку, Джордана Нвора, три будущих драфт-пика второго раунда и денежное вознаграждение
  - Милуоки приобрёл Джея Краудера
  - Финикс приобрёл Кевина Дюранта и Ти Джея Уоррена
  - Бруклин приобрёл Микала Бриджеса, Кэмерона Джонсона, права с драфта на Хуана Пабло Воле[англ.], драфт-пики первого раунда 2023, 2025, 2027 и 2029 годов, драфт-пики второго раунда 2028 и 2029 годов, и право обмена драфт-пиков первого раунда 2028 года (Финикс)

8 февраля 2024: от Индиана Пейсерс к Голден Стэйт Уорриорз[86]
  - Голден Стэйт приобрёл драфт-пик второго раунда 2024 года
  - Индиана приобрела Кори Джозефа и защищенный драфт-пик второго раунда 2025 года
35. ↑  23 июня 2022: от Нью-Йорк Никс к Шарлотт Хорнетс[88]
  - Шарлотт приобрёл защищенный драфт-пик первого раунда 2023 года, три драфт-пика второго раунда 2023 года и драфт-пик второго раунда 2024 года
  - Нью-Йорк приобрёл права с драфта на Джейлена Дюрена

9 февраля 2023: от Шарлотт Хорнетс к Филадельфия Севенти Сиксерс (четырёхсторонний обмен с участием Портленд Трейл Блейзерс и Нью-Йорк Никс)[89]
  - Филадельфия приобрела Джейлена Макдэниелса[англ.] и драфт-пики второго раунда 2024 и 2029 годов
  - Шарлотт приобрёл Святослава Михайлюка и драфт-пики второго раунда 2023 и 2027 годов
  - Портленд приобрёл Кэмерона Реддиша, Матисса Тайбулла, Райан Арчидиаконоу и драфт-пик первого раунда 2023 года
  - Нью-Йорк приобрёл Джоша Харта

8 февраля 2024: от Филадельфия Севенти Сиксерс к Детройт Пистонс[90]
  - Детройт приобрёл Даниэлья Хауса[англ.], драфт-пик второго раунда 2024 года и денежное вознаграждение
  - Филадельфия приобрела драфт-пик второго раунда 2028 года
36. ↑  23 июня 2022: от Даллас Маверикс к Сакраменто Кингз[91]
  - Сакраменто приобрёл драфт-пики второго раунда 2024 и 2028 годов
  - Даллас приобрёл права с драфта на Джейдена Харди[англ.]

28 июня 2023: от Сакраменто Кингз к Бостон Селтикс[92][93]
  - Бостон приобрёл права с драфта на Джордана Уолша и драфт-пик второго раунда 2024 года
  - Сакраменто приобрёл права с драфта на Колби Джонса
37. 1 2  10 февраля 2023: от Лос-Анджелес Клипперс к Лос-Анджелес Лейкерс (четырёхсторонний обмен с участием Денвер Наггетс и Орландо Мэджик)[94][95]
  - Лейкерс приобрёл Мохамеда Бамбу, Дейвона Рида[англ.] и драфт-пики второго раунда 2024 и 2025 годов
  - Клипперс приобрёл Боунс Хайленда
  - Денвер приобрёл Томаса Брайанта
  - Орландо приобрёл Патрика Беверли, драфт-пик второго раунда 2024 года и денежное вознаграждение
38. ↑  20 ноября 2020: от Миннесота Тимбервулвз к Оклахома-Сити Тандер[96]
  - Оклахома-Сити приобрела Джеймса Джонсона, права с драфта на Алексея Покушевски и  драфт-пик второго раунда 2024 года
  - Миннесота приобрела Рики Рубио и права с драфта на Джейдена Макдэниэлса
39. ↑  25 июля 2018: от Оклахома-Сити Тандер к Атланта Хокс (трёхсторонний обмен с участием Филадельфия Севенти Сиксерс)[97]
  - Атланта приобрела Кармело Энтони, Джастина Андерсона и защищенный драфт-пик первого раунда 2022 года (защищенный топ 14 в 2022, и драфт-пики второго раунда 2024 и 2025 годов)
  - Оклахома-Сити приобрела Денниса Шрёдера и Тимоте Луваву-Кабарро
  - Филадельфия приобрела Майка Мускалу

9 февраля 2023: от Атланта Хокс к Хьюстон Рокетс[98]
  - Хьюстон приобрёл Джастина Холидея, Фрэнка Камински и два будущих драфт-пика второго раунда
  - Атланта приобрела Бруну Фернанду и Гаррисона Мэтьюза
40. ↑  18 июля 2023: от Орландо Мэджик к Финикс Санс[100]
  - Феникс приобрёл драфт-пики второго раунда 2024, 2026 и 2028 годов
  - Орландо приобрёл право обмена драфт-пиками в первом раунде драфта 2026 года
41. ↑  29 ноября 2020: от Бостон Селтикс к Шарлотт Хорнетс[101]
  - Шарлотт приобрёл Гордона Хэйуорда и драфт-пики второго раунда 2023 и 2024 годов
  - Бостон приобрёл защищенный драфт-пик второго раунда 2022 года

9 февраля 2024: от Шарлотт Хорнетс к Даллас Маверикс[102]
  - Даллас приобрёл Пи Джея Вашингтона и драфт-пики второго раунда2024 и 2028 годов
  - Шарлотт приобрёл Грант Уильямс, Сет Карри и драфт-пик первого раунда 2027 года

### Сделки в день драфта
1. ↑  26 июня 2024: от Сан-Антонио Спёрс к Миннесота Тимбервулвз[13][14]
  - Миннесота приобрела права с драфта на Роба Диллингхема (№ 8)
  - Сан-Антонио приобрёл драфт-пик первого раунда 2031 года «Миннесота Тимбервулвз», и право обмена драфт-пиками в первом раунде драфта 2030 года с Миннесотой
2. ↑  6 июля 2024: от Портленд Трэйл Блэйзерс к Вашингтон Уизардс[20]
  - Вашингтон приобрёл Малкольма Брогдона, права с драфта на Карлтона Кэррингтона (№ 14), драфт-пик первого раунда 2029 года, и драфт-пики второго раунда 2028 и 2030 годов
  - Портленд приобрёл Дени Авдию
3. 1 2 3  26 июня 2024: От Финикс Санс к Денвер Наггетс[24][25]
  - Денвер приобрёл права с драфта на Дарон Холмс[англ.] (№ 22)
  - Феникс приобрёл права с драфта на Райана Данна (№ 28), 56-й драфт-пик на драфте 2024 года, драфт-пики второго раунда 2026 и 2031 годов
4. 1 2 3  26 июня 2024 (между раундами): От Нью-Йорк Никс к Вашингтон Уизардс[27]
  - Вашингтон приобрёл права с драфта на Кишона Джорджа (№ 24)
  - Нью-Йорк приобрёл права с драфта на Диллона Джонса (№ 26) и 51-й пик драфта 2024 года (использовался для выбора Мелвина Аженсу[англ.])
5. ↑  26 июня 2024: От Нью-Йорк Никс к Оклахома-Сити Тандер[27][31]
  - Оклахома-Сити приобрела права с драфта на Диллона Джонса
  - Нью-Йорк приобрёл пять будущих драфт-пиков во втором раунде
6. ↑  27 июня 2024: от Портленд Трейл Блейзерс к Нью-Йорк Никс[47][48]
  - Нью-Йорк приобрёл права с драфта на Тайлера Колека
  - Портленд приобрёл драфт-пики второго раунда 2027, 2029 и 2030 годов и права с драфта на Дэни Диеса[англ.]
7. 1 2  6 июля 2024: от Сан-Антонио Спёрс к Индиана Пейсерс[49]
  - Индиана приобрела права с драфта на Джонни Фурпи
  - Сан-Антонио приобрёл права с драфта на Хуана Нуньеса[англ.] и денежное вознаграждение
8. 1 2  6 июля 2024: от Миннесота Тимбервулвз к Детройт Пистонс[58]
  - Детройт приобрёл Уэнделла Мура и права с драфта на Боби Клинтмана[англ.]
  - Миннесота приобрела права с драфта на Кэма Спенсера
9. 1 2 3  28 июня 2024: от Нью-Йорк Никс к Оклахома-Сити Тандер (четырёхсторонний обмен с участием Портленд Трейл Блейзерс и Голден Стэйт Уорриорз)[60]
  - Оклахома-Сити приобрела права с драфта на Аджая Митчелла
  - Нью-Йорк приобрёл права с драфта на Осо Игударо и денежное вознаграждение
  - Портленд приобрёл права с драфта на Квинтена Поста[англ.] и денежное вознаграждение
  - Голден Стэйт приобрёл Линди Уотерса[англ.]
10. 1 2  27 июня 2024: от Нью-Йорк Никс к Финикс Санс[65]
  - Финикс приобрёл права с драфта на Осо Игударо
  - Нью-Йорк приобрёл права с драфта на Кевина Маккулара[англ.] и будущий драфт-пик второго раунда
11. 1 2  28 июня 2024: от Майами Хит к Атланта Хокс (трёхсторонний обмен с участием Хьюстон Рокетс)[72]
  - Атланта приобрела права с драфта на Николу Джуришича[англ.]
  - Майами приобрёл права с драфта на Пелле Ларссона и денежное вознаграждение
  - Хьюстон приобрёл Эй Джей Гриффина
12. ↑  28 июля 2024: от Сакраменто Кингз к Торонто Рэпторс[75]
  - Торонто приобрёл Дэвиона Митчелла, Александра Везенкова, права с драфта на Джамала Шида, и драфт-пик второго раунда 2025 года
  - Сакраменто приобрёл Джейлена Макдэниелса[англ.]
13. ↑  27 июля 2024: от Орландо Мэджик к Нью-Орлеан Пеликанс[78][79]
  - Нью-Орлеан приобрёл права с драфта на Антонио Ривза
  - Орландо приобрёл право обмена драфт-пиками второго раунда 2030 и 2031 годов
14. 1 2  27 июня 2024: от Нью-Йорк Никс к Даллас Маверикс[83][84]
  - Даллас приобрёл права с драфта на Мелвина Аженсу[англ.]
  - Нью-Йорк приобрёл права с драфта на Ариэля Хукпорти, права с драфта на Петтери Копонена, и денежное вознаграждение
15. ↑  6 июля 2024: к Портленд Трейл Блейзерс от Голден Стэйт Уорриорз[87]
  - Голден Стэйт приобрёл права с драфта на Квинтена Поста[англ.]
  - Портленд приобрёл денежное вознаграждение
16. ↑  6 июля 2024: от Миннесота Тимбервулвз к Торонто Рэпторс[99]
  - Торонто приобрёл права с драфта на Ульрих Чомче
  - Миннесота приобрела денежное вознаграждение

## Лотерея драфта
НБА ежегодно проводит лотерею перед драфтом, чтобы определить порядок выбора на драфте командами, которые не попали в плей-офф в предыдущем сезоне. Каждая команда, которая не попала в плей-офф, имеет шанс выиграть один из четырёх первых выборов, однако клубы, показавшие наихудшее соотношение побед к поражениям в прошлом сезоне имеют большие шансы на это. После того, как будут определены первые четыре выбора, остальные команды будут отсортированы согласно их результатам в предыдущем сезоне. В таблице представлены шансы команд, не попавших в плей-офф, получить номера посева от 1 до 14.
Лотерея драфта была проведена 11 мая.
|  | Обозначает текущий результат лотереи |

| Команда                            | Победы-поражения 2023/2024 | Лотерейные шансы | Лотерейные вероятности | Лотерейные вероятности | Лотерейные вероятности | Лотерейные вероятности | Лотерейные вероятности | Лотерейные вероятности | Лотерейные вероятности | Лотерейные вероятности | Лотерейные вероятности | Лотерейные вероятности | Лотерейные вероятности | Лотерейные вероятности | Лотерейные вероятности | Лотерейные вероятности |
| Команда                            | Победы-поражения 2023/2024 | Лотерейные шансы | 1-е                    | 2-е                    | 3-е                    | 4-е                    | 5-е                    | 6-е                    | 7-е                    | 8-е                    | 9-е                    | 10-е                   | 11-е                   | 12-е                   | 13-е                   | 14-е                   |
| ---------------------------------- | -------------------------- | ---------------- | ---------------------- | ---------------------- | ---------------------- | ---------------------- | ---------------------- | ---------------------- | ---------------------- | ---------------------- | ---------------------- | ---------------------- | ---------------------- | ---------------------- | ---------------------- | ---------------------- |
| Детройт Пистонс                    | 14–68                      | 140              | 14.0%                  | 13.4%                  | 12.7%                  | 12.0%                  | 47.9%                  | –                      | –                      | –                      | –                      | –                      | –                      | –                      | –                      | –                      |
| Вашингтон Уизардс                  | 15–67                      | 140              | 14.0%                  | 13.4%                  | 12.7%                  | 12.0%                  | 27.8%                  | 20.0%                  | –                      | –                      | –                      | –                      | –                      | –                      | –                      | –                      |
| Шарлотт Хорнетс                    | 21–61                      | 133              | 13.3%                  | 12.9%                  | 12.4%                  | 11.7%                  | 15.3%                  | 27.1%                  | 7.4%                   | –                      | –                      | –                      | –                      | –                      | –                      | –                      |
| Портленд Трэйл Блэйзерс            | 21–61                      | 132              | 13.2%                  | 12.8%                  | 12.3%                  | 11.7%                  | 6.8%                   | 24.6%                  | 16.4%                  | 2.2%                   | –                      | –                      | –                      | –                      | –                      | –                      |
| Сан-Антонио Спёрс                  | 22–60                      | 105              | 10.5%                  | 10.5%                  | 10.6%                  | 10.5%                  | 2.2%                   | 19.6%                  | 26.7%                  | 8.7%                   | 0.6%                   | –                      | –                      | –                      | –                      | –                      |
| Торонто Рэпторс (в Сан-Антонио)    | 25–57                      | 90               | 9.0%                   | 9.2%                   | 9.4%                   | 9.6%                   | –                      | 8.6%                   | 29.8%                  | 20.5%                  | 3.7%                   | 0.1%                   | –                      | –                      | –                      | –                      |
| Мемфис Гриззлис                    | 27–55                      | 75               | 7.5%                   | 7.8%                   | 8.1%                   | 8.5%                   | –                      | –                      | 19.7%                  | 34.1%                  | 12.9%                  | 1.3%                   | <0.1%                  | –                      | –                      | –                      |
| Юта Джаз                           | 31–51                      | 60               | 6.0%                   | 6.3%                   | 6.7%                   | 7.2%                   | –                      | –                      | –                      | 34.5%                  | 32.1%                  | 6.7%                   | 0.4%                   | <0.1%                  | –                      | –                      |
| Бруклин Нетс (в Хьюстон)           | 32–50                      | 45               | 4.5%                   | 4.8%                   | 5.2%                   | 5.7%                   | –                      | –                      | –                      | –                      | 50.7%                  | 25.9%                  | 3.0%                   | 0.1%                   | <0.1%                  | –                      |
| Атланта Хокс                       | 36–46                      | 30               | 3.0%                   | 3.3%                   | 3.6%                   | 4.0%                   | –                      | –                      | –                      | –                      | –                      | 65.9%                  | 19.0%                  | 1.2%                   | <0.1%                  | <0.1%                  |
| Чикаго Буллз                       | 39–43                      | 20               | 2.0%                   | 2.2%                   | 2.4%                   | 2.8%                   | –                      | –                      | –                      | –                      | –                      | –                      | 77.6%                  | 12.6%                  | 0.4%                   | <0.1%                  |
| Хьюстон Рокетс (в Оклахома-Сити)   | 41–41                      | 15               | 1.5%                   | 1.7%                   | 1.9%                   | 2.1%                   | –                      | –                      | –                      | –                      | –                      | –                      | –                      | 86.1%                  | 6.7%                   | 0.1%                   |
| Сакраменто Кингз                   | 46–36                      | 8                | 0.8%                   | 0.9%                   | 1.0%                   | 1.1%                   | –                      | –                      | –                      | –                      | –                      | –                      | –                      | –                      | 92.9%                  | 3.3%                   |
| Голден Стэйт Уорриорз (в Портленд) | 46–36                      | 7                | 0.7%                   | 0.8%                   | 0.9%                   | 1.0%                   | –                      | –                      | –                      | –                      | –                      | –                      | –                      | –                      | –                      | 96.6%                  |

1. ↑  Сан-Антонио получил драфт-пик первого раунда, так как он был защищен Торонто от выбора с 1 по 6 номера.
2. ↑  Оклахома-Сити могла получить драфт-пик первого раунда, так как он был защищен Ютой от выбора с 1 по 10 номера.
3. ↑  Оклахома-Сити получил драфт-пик первого раунда, так как он был защищен Хьюстон от выбора с 1 по 4 номера.
4. ↑  Портленд получил драфт-пик первого раунда, так как он был защищен Голден Стэйт от выбора с 1 по 4 номера.